# سفيان توزاني
سفيان توزاني (بالهولندية: Soufiane Touzani)‏ هو رابر ولاعب كرة قدم ومقدم تلفزيوني هولندي ومغربي، ولد في 27 أكتوبر 1986 في روتردام في هولندا. لعب مع فاينورد.

## وصلات خارجية
- الموقع الرسمي
- سفيان توزاني على موقع IMDb (الإنجليزية)